# Заставе у прашини
Заставе у прашини (енгл. Flags in the Dust) роман је Вилијама Фокнера. У питању је првобитна верзија његовог романа Сарторис. Фокнер га је писао током 1926. и 1927. Након што је рукопис одбијен од стране више издавачких кућа, њујошка издавачка кућа Харкорт Брејс пристала је да објави рукопис под условом да га аутор скрати за 25 000 речи. Пошто Фокнер није желео да се подухвати оваквог посла, препустио је пријатељу Бену Восону да изврши редакцију. Восон га је свео на приближно 110 000 речи. Издавач је ово преправљено и скраћено издање преименовао у Сарторис и објавио 1928, док је оригинална верзија Заставе у прашини објављена постхумно 1973.
Восонова редакција се свела на редукцију улоге Хораса Бенбоуа, коме је у оригиналном тексту дато место симболичног парњака Бајарда Сарториса. Хорасове инцестуозне тежње према сестри Нарциси су умањене. Такође, Восон је искључио Нарцисину рефлексију о Бајардовом детињству, и умањио улогу Бајрона Сноупса и његових љубавних писама Нарциси. Фокнерови проучаваоци су махом незадовољни Восоновим интервенцијама и сматрају да је скраћивањем роман изгубио на вредности. Из ових разлога, али због тога што аутор није сам извршио редакцију, Сарторис је данас у Америци повучен из штампе, а уместо њега се штампају Заставе у прашини.